# Über die Jahre
Über die Jahre ist ein Dokumentarfilm des österreichischen Filmemachers Nikolaus Geyrhalter, der zwischen 2004 und 2014 im österreichischen Waldviertel gedreht wurde. Der Film begleitet mehrere Protagonisten über die Spanne von zehn Jahren. Die Weltpremiere fand im Berlinale Forum 2015 statt, die Österreichpremiere auf der Diagonale 2015.

## Inhalt
Die Anderlfabrik im niederösterreichischen Waldviertel steht 2004 kurz vor der Schließung. Wo einmal über 200 Menschen gearbeitet haben, sind nur noch einige wenige geblieben. Als die Fabrik schließlich schließt, begleitet Nikolaus Geyrhalter die ehemaligen Mitarbeiter bei der Neuorientierung. In einer Gegend, in der neue Stellen rar sind, erfordert die Suche nach neuer Arbeit vor allem Flexibilität. Einige schaffen es, eine der seltenen Stellen zu bekommen, andere blühen mit der zusätzlichen freien Zeit der Arbeitslosigkeit erst richtig auf. Geyrhalter befragt die Protagonisten nach ihrem Befinden, begleitet zu ihren Hobbys und dokumentiert, welche Wege Menschen in der Arbeitslosigkeit gehen können. Geyrhalter schafft so einen Film über Menschen und Arbeit und das Überleben im postindustriellen Zeitalter.

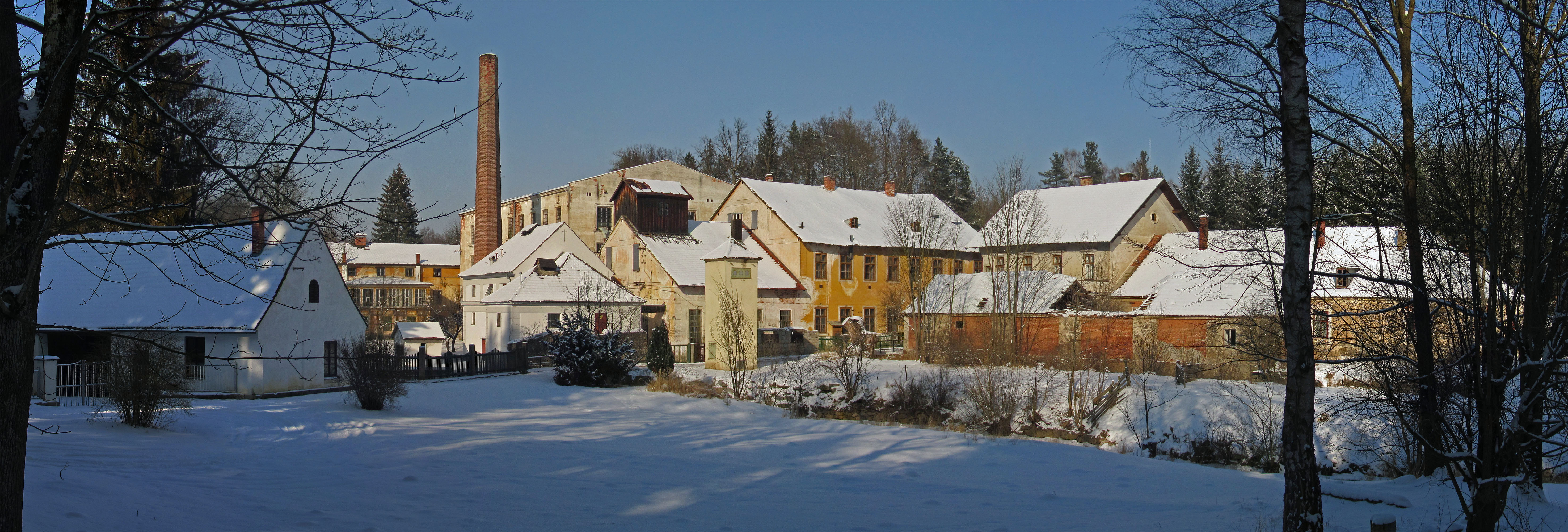
Anderlfabrik bei Kleedorf im Winter

## Kritiken
Über die Jahre wurde grundsätzlich positiv von den Kritikern aufgenommen. Trotz oder gerade wegen der langen Laufzeit des Dokumentarfilms scheint der Bericht über ein ganzes Jahrzehnt zu glücken. „Über die Jahre ist, mit drei Stunden Laufzeit, ein so epischer wie feingliedriger Entwurf über den Fluss der Zeit geworden, über die Unberechenbarkeit des Lebens und das Konzept der Arbeit als Identitätsnachweis und Ersatzhandlung.“, schreibt Stefan Grissemann vom Profil. Zeit und die Bedeutung von Arbeit sind die zwei großen Themen. „Geyrhalter sucht nicht nach dem Außergewöhnlichen oder dem Drama, auch wenn auch das im Leben seiner Protagonistinnen und Protagonisten vorkommt, stattdessen erzählt sein Film vom Alltag, von Wiederholungen des Immergleichen, die am Ende ein Leben genauso ausmachen wie die großen Zäsuren. Die Zeit vergeht weiter solange man lebendig ist. Umstände ändern sich, vieles bleibt.“, findet Hendrike Bake auf der Berlinale. Der Lauf der Zeit ist in diesem Film ein ausschlaggebendes Stilmittel. Der mit dem Schnittpreis für Dokumentarfilm ausgezeichnete Filmeditor Wolfgang Widerhofer ist derjenige, der Geyrhalters Material am Ende zu dem zusammenfügt, was im Kino zu sehen ist. „Geyrhalters langjähriger Cutter und Dramaturg Wolfgang Widerhofer verdichtete und rhythmisierte all das versprengte Material, das über eine Dekade zusammenkam, zu einer sich sanft entwickelnden großen Erzählung. Das Spektakel hat in diesem Film Pause. Es gibt Wichtigeres zu zeigen.“

## Auszeichnungen
- Diagonale, Festival des österreichischen Films (2015): Großer Diagonale-Preis Dokumentarfilm, Bester Dokumentarfilm
- Diagonale, Festival des österreichischen Films (2015): Beste Künstlerische Montage Dokumentarfilm
- Buenos Aires International Independent Film Festival (2015): Bester Film, Human Rights Competition